# Kõrma
Kõrma es un pueblo en el municipio de Vinni en el condado de Lääne-Viru, en el noreste de Estonia. Antes de la reforma administrativa de 2017 de los gobiernos locales de Estonia, la aldea estaba ubicada en municipio de Rägavere.